# 아이신기오로 요토
아이신기오로 요토(愛新覺羅岳託, ᠶᠣᡨ᠋ᠣ, Yoto, 1599.2.26-1639.2.11)는 만주(滿洲) 양홍기(鑲紅旗) 출신이다. 청(淸) 종실대신(宗室大臣)이자 개국공신이다. 청 태조(太祖) 누르하치(努爾哈赤, Nurhaci)의 손자이자 예렬친왕(禮烈親王) 다이샨(代善, Daišan)의 장남이다. 후에 도로이 극근군왕(多羅克勤郡王)으로 정해졌으며, 청 8대 철모자왕(鐵帽子王) 중 하나였다. 후금(後金) 시기 활동한 정치 인물이다.

## 생애
처음에는 타이지(台吉) 직위를 받았다. 천명 6년(1621) 병사를 이끌고 봉준보(奉集堡)에 와서 명군 소재를 알자, 요토는 타이지 더걸러이(德格類, Degelei)와 함께 명군을 격파했다. 누르하치는 심양(瀋陽)을 점령하였고, 명군 총병(總兵) 이병성(李秉誠)은 백탑포(白塔鋪)까지 후퇴했다. 요토가 후에 이르러 북쪽 40리까지 쫓아가 명군 3천여 명을 섬멸했다. 칼카(喀爾喀) 자루트(扎魯特) 버일러(貝勒) 앙안(昂安)이 후금(後金) 사자를 붙잡아 여허(葉赫)에 보내었고 사자는 피살되었다. 천명(天命) 8년(1623), 요토는 타이지 아바타이(阿巴泰, Abatai)와 함께 원정에 나섰고, 앙안과 그 아들을 참하였다. 천명 11년(1626), 요토는 다시 다이샨(代善)을 따라 자루트 원정에 나섰고, 부장 올제이투(鄂爾齋圖)를 참하여 버일러에 봉해졌다.
천총(天聰) 원년(1627), 버일러 아민(阿敏, Amin)과 지르갈랑(濟爾哈朗, Jirgalang) 등을 따라 조선(朝鮮) 원정에 나서 의주(義州), 정주(定州), 한산(漢山)의 성을 함락했다. 가산강(嘉山江)을 건너 안주(安州)를 점령하고 평양(平壤)에 이르렀으며, 수장은 성을 버리고 도주하였다. 다시 중화(中和)까지 진격하여 조선국왕 인조(仁祖)에게 투항을 요구하였다. 아민이 한성으로 직접 공격하려 하자 요토와 지르갈랑은 평산(平山) 주둔을 결정하였고, 다시 사자를 파견하여 인조에게 투항을 요구하였다. 인조는 조공을 제공하면서 요토는 조선과의 결맹을 꾀하였고 아민에게 이를 알렸다. 아민은 조선과 결맹한 적이 없다는 이유로 군사를 풀어 약탈을 감행하였다. 요토는 아민에게 불복할 것을 권하였고 다시 인조의 아우에게 결맹하도록 하고서 회군하였다.
이후 요토는 홍타이지(皇太極, Hong Taiji)를 따라 명 원정에 나섰고, 다시 영원을 포위하여 공을 세웠으며, 우장(牛莊)에서도 명둔을 격파했다. 천총(天聰) 2년(1628), 명 변경을 침공하여 금주(錦州), 행산(杏山), 고교(高橋) 세 성을 함락했다. 십삼참(十三站) 동쪽으로는 봉수대[堠] 21개를 파괴하고 수비병 30명을 죽였다. 천총 3년(1629), 명의 금주(錦州)와 영원(寧遠)을 침공하여 성내 깧아둔 곡식을 불살랐다. 홍타이지가 명 원정에 나서자 요토와 지르갈랑은 우익(右翼) 군대를 거느리고 밤에 대안구(大安口)를 공격하여 수문을 헐고 진입하였고, 성 아래에서 마란영(馬蘭營) 구원병을 격파하였다. 다시 명군과 여러 번 싸워 무찔렀고 다섯 번의 전투에서 모두 이긴 후에 북경(北京)에 이른 요토는 아버지 다이샨과 함께 원군을 격파하였다. 동생인 버일러 사할리얀(薩哈璘, Sahaliyan)과 영평(永平)을 포위하였고 향하(香河)를 점령하였다. 천총 4년, 요토는 심양으로 돌아와 수비하였다.
천총 5년(1631), 처음으로 육부(六部)가 설립되자 홍타이지는 요토에게 병부(兵部) 사무를 맡을 것을 명하였다. 홍타이지가 대릉하(大凌河)를 공격하고 광녕(廣寧)까지 이르자, 요토는 버일러 아지거(阿濟格, Ajige)와 함께 2만 명을 이끌고 의주에서 진격, 황제의 군대와 합류하였다. 구사어전(固山額眞) 여천(葉臣)이 성 서남방을 포위하자 요토는 군대를 이끌고 호응했다. 조대수(祖大壽)가 항복을 청하면서 아들 조가법(祖可法)을 인질로 삼았다. 요토는 조가법을 잘 타이르고 성으로 돌려보냈다. 3일 후, 조대수는 성을 나와 항복했다. 홍타이지가 금주를 취하기로 결의하고 요토와 여러 버일러에게 4천 명을 거느리고 명의 복식으로 갈아입힌 후에 조대수와 함께 도주하는 척 하게 하였고, 밤에 금주를 기습하였으나, 안개가 심하게 껴서 중지하였다.
천총 6년(1632) 정월, 요토는 홍타이지에게 명의 백성을 위무하여 인심을 수습하고 군대의 힘을 증강하게 할 것을 제안하였고, 홍타이지는 이를 수용하였다.
후에 요토는 지르갈랑 등과 차하르부(察哈爾部)를 공략하여 귀화성(歸化城)에 이르렀고 수천 명을 포로로 잡았다. 다시 버일러 더걸러이와 군대를 이끌고 공략하면서 요주(耀州)에서 개주(蓋州) 남쪽에 이르렀다. 천총 7년(1633), 다시 더걸러이 등과 여순구(旅順口)를 공격하고 병사를 남겨 주둔하였다. 천총 8년 홍타이지는 심양에서 열병하자 요토는 만주와 몽고 11기(旗) 군대를 거느리고 20리에 걸쳐 진영을 나열, 군용이 엄숙한 것을 본 홍타이지는 칭찬하였다. 홍타이지를 따라 차하르 원정에 나섰으나 요토는 병으로 먼저 퇴군하였다. 천총 9년(1635), 명의 산서(山西)를 침공한 요토는 다시 병으로 인하여 귀화성에 남았다. 투메트부(土默特部)가 귀의하여, 보쇽투한(博碩克圖汗)의 아들 옴부(俄木布)가 사람을 보내어 알루 칼카(阿嚕喀爾喀)와 명의 사자가 와서 자신을 공략할 것이라 하였나고 알려왔다. 요토는 복병하였다가 보쇽투한을 맞이하고 명의 사자를 잡았으며, 투메트에게는 알루칼카에서 말과 낙타를 숨긴 자를 잡아 참하게 하였다. 부에서는 투메트부 장정을 나눠 군대를 세우고 조약을 주었다.
숭덕(崇德) 원년(1636) 4월, 성친왕(成親王)에 봉해졌다. 8월, 망굴타이(莽古爾泰, Manggūltai)와 쇼토(碩託, Šoto)를 비호하고 지르갈랑과 호오거(豪格, Hooge)를 이간했다는 이유로 처형에 논해졌으나 홍타이지가 사면하여 버일러로 강등되었고 병부 직함이 박탈되었다. 얼마 후 다리 병부 업무를 관장했다. 숭덕 2년 8월, 양익(兩翼)에게 활을 쏠 것을 홍타이지가 명했으나 요토는 활을 쏘지 못한다고 말했고 홍타이지가 다시 권하여 요토가 활시위를 당겼으나 활을 땅에 다섯 번 떨어뜨려 활을 버리고 갔다. 여러 왕은 요토의 교만함을 이유로 처형해야 한다고 말하였으나 홍타이지는 면해주고 버이서(貝子) 강등과 벌은(罰銀) 5천량을 명했다.

## 사망
숭덕 3년(1638), 다시 버일러가 되었다. 홍타이지를 따라 칼카 원정에 나섰다. 보쇼두이(博碩堆)에 이르렀을 때 자삭투 한(札薩克圖汗)의 출정을 알게 되자 군대를 이끌고 돌아왔다. 같은해 8월, 명 원정 시에 요토는 양무대장군(揚武大將軍)에 제수되었고, 버일러 두두(杜度)는 부수(副帥)가 되어 우익군(右翼軍)을 거느렸다. 좌익(左翼)을 거느린 자는 예친왕(睿親王) 도르곤(多爾袞)이었다. 장자령(牆子嶺)에 이르자 명군은 보(堡)에 들어갔고, 밖은 삼채(三寨)였는데, 청군이 삼채를 함락하였다. 보는 견고하여 점령하기 쉽지 않았던 가운데 포로로부터 고개 동과 서에 사잇길이 있다는 소식을 접하고 군대를 나눠 그 앞을 공격하고 명군을 연결하자, 몰래 사잇길을 따라 고개를 넘어 진입, 대(臺) 11개를 함락했다. 청군이 깊이 진격, 산동(山東) 제남(濟南)에 도착하였을 때 요토는 사망하였다. 숭덕 4년(1639), 도르곤(多爾袞)이 상주를 올려 승전을 보고하였을 때에도 요토의 이름은 없었다. 홍타이지는 놀라 물었고 비로소 사망 소식을 들었으며 크게 통곡하였고 곡기를 끊었으며, 요토의 부친 예친왕(禮親王) 다이샨에게 알리지 말 것을 지시하였다. 요토의 운구가 돌아오자 홍타이지는 사령(沙嶺)에서 운구를 맞이하였다. 회궁 후 3일간 조현(朝見)을 중지하였다. 홍타이지는 조서를 내려 요토를 극근군왕(克勤郡王)에 봉하였고, 낙타 5필, 말 2필, 은 1만량을 하사하였다.
강희(康熙) 27년(1688), 비석을 세워 공적을 기념하였다. 건륭(乾隆) 43년(1778), 태묘(太廟)에 배향되었다.

## 가족

### 아내
- 적복진(嫡福晉) 나라씨(那拉氏), 아바이(阿拜)의 딸
- 계복진(繼福晉) 하다나라씨(哈達那拉氏), 울구다이(吳爾古代)의 딸

### 자녀
- 장남 롤로훈(羅洛渾)
- 삼남 칼추훈(喀爾楚渾, Kalcuhūn)
- 사남 발추훈(巴爾楚渾)
- 오남 바스하(巴思哈)
- 육남 훌리부(祜裡布)
- 화석공주(和碩公主), 모친 계복진 하다나라씨, 외조모 망구지(莽古濟), 홍타이지의 무녀(撫女), 향년 23세, 만주시리(滿珠習禮)와 결혼.